# Against all risks
„Against all risks“ (neboli AAR,  doslovně přeloženo „Proti všem rizikům“) je typ pojištění, který na místo konkrétních rizik pokrývá všechna rizika s výjimkou těch, která jsou v dané pojistné smlouvě vyjmenovaná (např. politický převrat, teroristický útok a podobně).
Díky široké škále pokrytých rizik patří toto pojištění mezi ta nejdražší.
Jako příklad lze uvést, že pokud nebude v pojistné smlouvě uvedeno, že se nevztahuje na havárii přepravního prostředku, je předmětem plnění i takový skutek.